# ADN superenrollado

Estructura de moléculas enrolladas de DNA.

El ADN superenrollado es una molécula de ADN bicatenario que como su título lo dice es superenrollada o girada sobre sí misma, de tal modo que el eje de la doble hélice propia del ADN no sigue una curva plana sino que forma otra hélice, una superhélice.
El concepto de ADN superenrollado aparece como resultado del análisis topológico de la molécula de ADN. Una molécula con la misma secuencia puede estar en estado relajado o en diferentes estados de enrollamiento. Estas moléculas se conocen como topoisómeros, ya que son idénticas excepto en lo relativo a su topología.
Las moléculas pueden sufrir superenrollamiento tanto positivo como negativo, dependiendo del sentido de la torsión. Para que el superenrollamiento se mantenga, la molécula debe estar topológicamente restringida; así ocurre con un ADN bicatenario circular cerrado covalentemente. Un ADN bicatenario lineal puede estar restringido cuando está unido a proteínas o debido a la elevada longitud de su cadena.
La generación de superenrollamientos se da como consecuencia de una tensión estructural en la propia molécula. Tanto que el proceso está regulado por las enzimas topoisomerasas.
Una forma de distinguir entre topoisómeros es realizar una corrida electroforética, ya que las distintas conformaciones poseen volumen diferente y por ello migran a diferente velocidad en el gel de electroforesis: el ADN superenrollado es más compacto y migra una distancia mayor que el ADN relajado.
- Datos: Q412639